# Giovanni della Casa
Giovanni della Casa (Mugello, 28 de junho de 1503 — 14 de novembro de 1556) foi um literato e clérigo italiano.
Estudou em Bolonha e Roma, e por seu brilhantismo atraiu a proteção do papa Paulo III, que o fez núncio para Florença - onde foi eleito para a Academia - e depois para Nápoles, onde fez sucesso como orador. Foi elevado ao arcebispado de Benevento.
Sua obra poética liderou uma reação ao modelo petrarquiano, introduzindo um novo senso de nervosidade e majestade, embora com menor suavidade e elegância. Sua prosa granjeou-lhe fama em vida, que perdurou após sua morte, mas hoje parece padecer de um desejo excessivo de obter efeitos, além de mostrar em alguns pontos puerilidade e perda de foco.

## Obras
- Il Galateo (1558), um tratado de boas maneiras traduzido para vários idiomas
- De officiis
- Traduções de Tucídides, Platão e Aristóteles